# Agustín R. González-Elipe
Agustín Rodríguez González-Elipe (Manzanares, 1952) es un químico español especialista en ciencia de materiales, concretamente en  láminas delgadas, ciencia de superficies, tecnología de plasma y catálisis.

## Trayectoria profesional
Licenciado en Química por la Universidad de Sevilla en 1974, y Doctor en Química por la Universidad Complutense de Madrid en 1978. Realizó estancias postdoctorales en la Universidad Pierre y Marie Curie (París, Francia) y en la Universidad de Múnich (Alemania)
Ha sido Profesor Titular del Departamento de Química Inorgánica de la Universidad de Sevilla (1983 – 1988) e Investigador Científico del Consejo Superior de Investigaciones Científicas (CSIC) (1988 – 1997). Actualmente es Profesor de Investigación del CSIC.
Fue director del Instituto de Ciencia de Materiales de Sevilla (1997 – 2001) y responsable del Área de Ciencia y Tecnología de Materiales del CSIC (2001 – 2004). Actualmente es el líder del grupo de investigación Nanotecnología en Superficies y Plasma del Instituto de Ciencia de Materiales de Sevilla.
Desde 2020 es Académico Numerario de la Real Academia Sevillana de Ciencias.

## Investigación
Su campo de trabajo se centra en el crecimiento de láminas delgadas de porosidad controlada, la fabricación de nanoestructuras soportadas de diversos materiales, y en el procesado de superficies, todo ello por métodos de vacío y tecnología de plasma. Estos materiales encuentran aplicaciones en sensores fotónicos y electroquímicos, dispositivos ópticos, control de mojado, celdas de combustible, células fotovoltaicas, microfluídica, catálisis y catálisis asistida por plasma.
Es también experto en el estudio y caracterización de estas estructuras y superficies por medio de técnicas específicas, como la espectroscopía de fotoelectrones (XPS),
y por técnicas de radiación sincrotrón.
Ha dirigido numerosos proyectos de financiación pública autonómica, nacional y europea, y también de financiación industrial.

## Publicaciones
Ha publicado más de 480 documentos científicos, entre libros y capítulos de libro, revisiones y  artículos. Ha sido citado más de 14000 veces y tiene un índice h de 55 
 en general, de 59 en el área de ciencia de materiales, y de 63 en el área de química.

### Libros
- Rodríguez González-Elipe, Agustín; Munuera Contreras, Guillermo (1986). Fundamentos y aplicaciones de la espectroscopia de fotoelectrones (XPS/ESCA). Colección Ciencias (26). Servicio de Publicaciones de la Universidad de Sevilla. ISBN 978-84-7405-339-5.
- Muñoz Páez, Adela; Rodríguez González-Elipe, Agustín (1993). Necesidades y perspectivas de uso de la radiación sincrotrón en España. Colección Ciencias (36). Servicio de Publicaciones de la Universidad de Sevilla. ISBN 978-84-7405-984-7.
- Rodríguez González-Elipe, Agustín; Yubero, Francisco; Sanz, José M. (2003). Low Energy Ion Assisted Film Growth. Imperial College Press. ISBN 9781860943515. doi:10.1142/p282.

### Artículos destacados
- Espinós, J. P.; Morales, J.; Barranco, A.; Caballero, A.; Holgado, J. P.; González-Elipe, A. R. (2002). «Interface Effects for Cu, CuO, and Cu2O Deposited on SiO2 and ZrO2. XPS Determination of the Valence State of Copper in Cu/SiO2 and Cu/ZrO2 Catalysts». Journal of Physical Chemistry B 106 (27): 6921-29. doi:10.1021/jp014618m.

- Hueso, J. L.; Espinós, J. P.; Caballero, A.; Cotrino, J.; González-Elipe, A. R. (2007). «XPS Investigation of the Reaction of Carbon with NO, O2, N2 and H2O Plasmas». Carbon 45 (1): 89-96. doi:10.1016/j.carbon.2006.07.021.

- Borras, Ana; Barranco, Ángel; González-Elipe, Agustín R. (2008). «Reversible Superhydrophobic to Superhydrophilic Conversion of Ag@TiO2 Composite Nanofiber Surfaces». Langmuir 24 (15): 8021-26. doi:10.1021/la800113n.

- Barranco, Ángel; Borras, Ana; González-Elipe, Agustín R.; Palmero, Alberto (2016). «Perspectives on Oblique Angle Deposition of Thin Films: From Fundamentals to Devices». Progress in Materials Science 76: 59-153. doi:10.1016/j.pmatsci.2015.06.003.

## Premios y distinciones
- 1975 Premio extraordinario Ayuntamiento de Sevilla al mejor expediente académico.[13]
- 1989 Premio a investigadores jóvenes de la Real Academia Sevillana de Ciencias, "por sus trabajos sobre la química de los procesos de adsorción en superficies de óxidos metálicos"[14]
- 2007 Premio Ayuda a la Investigación de la Fundación Domingo Martínez.[15]
- 2014 Premio de la Sociedad Española de Materiales (SOCIEMAT) a la  la Mejor Carrera Científica en Ciencia e Ingeniería de Materiales.[16]